# Casa di sviluppo
Una casa di sviluppo (in inglese software house) è un'azienda specializzata nella realizzazione di software e applicazioni informatiche; tra i prodotti più diffusi vi sono: sistemi operativi, sistemi per la progettazione, videogiochi, siti web, programmi di grafica e programmi di produttività personale.
Spesso il reparto (o divisione) di un'azienda informatica che produce software (proprio o per altri) si chiama fabbrica software (software factory), prendendo in prestito il nome tradizionale in uso nella manifattura.

## Esempi
- Adobe
- Activision Blizzard
- Atari
- Apple
- BEA Systems
- Bethesda
- Capcom
- Corel Corporation
- Electronic Arts
- FX Interactive
- Google
- GT Interactive (chiusura: 1999)
- Hudson Soft (chiusura: 2012)
- IBM
- Konami
- Kaspersky
- Macromedia
- McAfee
- Maxis (chiusura: 2015)
- Microsoft
- Namco
- Naughty Dog
- Nintendo
- Ocean Software (chiusura: 1998)
- Infogrames (chiusura: 2009)
- Oracle Corporation
- Riot Games
- Rockstar Games
- SAP
- SAS Institute
- SEGA
- Siebel Systems
- Sun Microsystems
- Symantec
- Square Enix
- Teradata
- THQ (chiusura: 2013)
- TIBCO Software
- Ubisoft
- Valve Corporation
- VMware